# مكتبة فيينا السمفونية
مكتبة فيينا السمفونية GmbH (VSL) هي مطور لعينة من المكتبات وبرامج الإنتاج الموسيقي للموسيقى الأوركسترالية الكلاسيكية. تقع الشركة في مبنى محمي تاريخي، يسمى سينكرون ستيج فيينا ومقره في الحي 23 بالعاصمة النمساوية.
توفر مكتبة فيينا السمفونية أدوات افتراضية واستجمام رقمي لصوتيات قاعات الحفلات الشهيرة مثل كونزيرتهاوس و Große Sendesaal في دار البث النمساوية العامة او ار اف ، في كل من فيينا، وقاعة حفلات سيج جيتسهيد في إنجلترا. التقنية المستخدمة هي الاستجابة الدافعة التي تؤدي إلى انعكاس الالتفاف الرقمي الأصيل. تستند الأدوات الافتراضية إلى عينات رقمية من الأصوات والآلات المنفردة بالإضافة إلى فرق الأوركسترا. يعمل برنامج VSL كواجهة لملحن الموسيقى لعزف الآلات الحقيقية على لوحة مفاتيح MIDI.

## التاريخ
تأسست الشركة في فيينا في أكتوبر 2000 من قبل هربرت «هيرب» توكماندل.  في التسعينيات، استخدم توكماندل، عازف التشيلو السابق (كعضو بديل في أوركسترا فيينا، من بين آخرين)، والمصور والمخرج والملحن لاحقًا بعض مكتبات عينات الجيل الأول المتاحة لإنشاء عشرات أفلامه الخاصة. نظرًا لأن الأصوات المتاحة في ذلك الوقت لم تلب متطلباته، فقد طور مفهومه الخاص لمكتبة عينات أصلية لموسيقى الأوركسترا. برزت فكرته في أسلوبه في تسجيل ليس فقط النغمات الفردية ولكن أيضًا مجموعات النغمات (على سبيل المثال منبسط) وتكرار النغمات. من خلال مجموعتهم، سمحوا للمستخدمين بتفسيرات حية لأول مرة. اختبر مفهومه مع التشيلو نفسه وأقنع المستثمر ماركوس كوبف بالنتائج النغمية.  
بينما غطت أكبر المكتبات في ذلك الوقت الأوركسترا بأكملها بحوالي 6000 عينة، طور عشب توكماندل هيكلًا لأكثر من مليون ملاحظة وعبارة فردية. 
مرحلة صامتة
وبما أنه لا يمكن لأي استوديو تسجيل موجود أن يضمن وجود ظروف صوتية ثابتة لتسجيل عينات الأوركسترا، قامت الشركة بتصميم وبناء مرفق تسجيل مخصص ؛ ما يسمى بالمرحلة الصامتة. كانت تقع في إبريشسدورف، وهي قرية بالقرب من فيينا، في النمسا السفلى. حتى نهاية عام 2016، دعا توكماندل المطربين والموسيقيين والفرق الموسيقية والأوركسترا هناك وتم تسجيل العينات يوميًا تقريبًا تحت الإشراف الفني لمايكل هولا. كان توكماندل يلعب التشيلو بنفسه دائمًا.
مرحلة التزامن فيينا
في عام 2013، استحوذت مكتبة فيينا السمفونية على «Synchronhalle» التاريخي المميز على أرض استوديوهات أفلام روزنهوغل التابعة لهيئة الإذاعة النمساوية. تم تحويل القاعة، التي يعود تاريخها إلى الأربعينيات، إلى منشأة إنتاج موسيقي فريدة على مستوى العالم، بالتعاون مع مجموعة مجموعة والترز ستوريك للتصميم الشهيرة والمهندسين المعمار يينشنايدر + شوماخر. تم الانتهاء من المبنى في سبتمبر 2015، ويتميز بالعديد من غرف التسجيل والتحكم، واستوديوهات التحرير، والمقصورات الفردية («أكشاك الأيزو»)، ومرافق تخزين الآلات مع العديد من آلات البيانو والبيانو الكبرى للحفلات الموسيقية وحوالي 300 آلة إيقاعية، وأرشيف الموسيقى والصالات والمكاتب والصالات للملحنين والمنتجين والموظفين والضيوف، والتي يبلغ مجموعها أكثر من 2000 متر مربع. قلب منشأة الإنتاج الموسيقي الحديثة هو قاعة التسجيل الكبيرة، المرحلة أ: ² 540 مترًا، يمكنها استيعاب أوركسترا تصل إلى 130 شخصًا. 
كان أول إنتاج لمرحلة التزامن فيينا في أكتوبر 2015 هو تسجيل نتيجة فيلم ثلاثية السيسي الشهيرة. اعتبرت النتيجة ضائعة لفترة طويلة وبالتالي لم يتم إصدارها كقرص مضغوط أو تنزيل. كان الإنتاج مشروعًا تاريخيًا لبناء الجسور: بالعودة إلى 1955-1957، تم تسجيل الموسيقى الأصلية للأفلام الأسطورية الثلاثة عن الإمبراطورة النمساوية إليزابيث، والتي ساعدت رومي شنايدر في مسيرتها الدولية، فيما كان يُعرف آنذاك باسم "Synchronhalle". " استنادًا إلى المخطوطة الأصلية للملحن أنطون بروفيس، قام بول هيرتل بتجميع ثلاثة أجنحة تم تسجيلها مع أوركسترا مرحلة التزامن تحت قيادة كونراد بوب كقائد. عمل دينيس ساندز الحائز على جائزة جرامي كمدير تسجيل. 
في مارس 2016، انتقلت المكاتب التجارية لمكتبة فيينا السمفونية إلى مرفق التسجيل الجديد في سينكرون ستيج فيينا.  في 15 يوليو 2016، تم افتتاح سينكرون ستيج فيينا رسميًا. تمت دعوة أكثر من 200 شخص إلى حفل الافتتاح لمشاهدة أحدث منشأة تسجيل. كان نجوم هوليوود مثل الحائز على جائزة جرامي نان شوارتز وجو كرايمر على قائمة الضيوف، وكذلك المدير العام لـ ORF ألكسندر ورابيتز ووزير العدل وولفجانج براندستيتر ورئيس VfGH جيرهارت هولزينجر. استضاف كارل ماركوفيتش الأمسية. 
بالإضافة إلى جلسات أخذ العينات لمنتجات مكتبة فيينا السمفونية، تجري التسجيلات الموسيقية للإنتاج السينمائي والتلفزيوني الوطني والدولي بانتظام في سينكرون ستيج فيينا منذ عام 2016. بعد وقت قصير من الافتتاح الرسمي، سجلت شركة إنتاج جهاز التحكم عن بعد، شركة إنتاج هانز زيمر ، العديد من المشاريع هنا. منذ عام 2021، أصبح سينكرون ستيج فيينا استوديو دوبلي اوتومز رسميًا ويمكنه توفير تسجيلات استريو ومحيطة بالإضافة إلى تسجيلات أورو-3D

## نظرة عامة عن المنتج
وتتراوح منتجات مكتبة فيينا السمفونية من الآلات والأدوات الفردية المسجلة في مجموعات إلى البرامج الحاسوبية للتكوين والأجهزة والتنسيق على الحاسوب. ويجري توسيع النطاق باستمرار ويتضمن أيضا تسجيلات للجوقات 
يستخدم مبدعو الموسيقى وأصحاب الاستوديوهات في جميع أنحاء العالم منتجات مكتبة فيينا السمفونية: ملحنون مشهورون في التلفزيون والموسيقى السينمائية مثل هانز زيمر، داني إلفمان، أي.أر. رحمان، وآلان سيلفستري، وألكسندر ديسبلات، وجيمس نيوتن هوارد، وبينار توبراك لإنتاج نماذج من نتائج الأوركسترا الحية، وكذلك الجمع بين الأصوات النهائية للأوركسترا الافتراضية. موسيقيو البوب مثل ليني كرافيتز وبيونسيه وجوستين تيمبرليك هم أيضًا من مستخدمي VSL.
تم إصدار المنتجات الأولى في ديسمبر 2002. تألفت «الطبعة الأولى» من وحدات «الأوتار» و «النحاس والنحاس الخشبي» و «الإيقاع» بالإضافة إلى «مجموعة الأداء».  في صيف 2003، تبع «إصدار Pro» ضعف عدد العينات. كان كلا الإصدارين متاحين في تنسيقات لأخذ عينات البرامج تاسكام جيجاستوديو و ابل لوجيك EXS24 ( اي ماجك في ذلك الوقت).  من أواخر 2003، تبعت حزم أصغر من «سلسلة الأفق». كانت متاحة أيضًا في تنسيقات لـشتاينبرغ هاليون و الآلات الأصلية كونتاكت.  كان أول تطوير للبرمجيات الصغيرة هو أداة ام اي دي اي «أداة الأداء»، والتي سمحت بلعب ليغاتوس والتكرار في الوقت الفعلي. 
لإدارة الكم الهائل من العينات بشكل أكثر سهولة في الاستخدام ، طورت VSL عينة مخصصة ، وهي مشغل "مجموعة فيينا".  "مجموعات أدوات فيينا" ، التي صدرت في خريف 2005 ، تحتوي على المشغل المجاني ، الذي يعمل بتنسيقات AU و VST و AAX Native و RTAS تحت نظام التشغيل Mac OS X و ويندوز.   تبع ذلك تطورات برمجية أخرى: مضيف الخلط الجاهز للشبكة "فرقة فيينا للمحترفين" ، وحزمة المكونات الإضافية المؤثرات "جناح فيينا" ، وبرنامج الخلط والتردد "فيينا مير برو". 
منذ عام 2012 ، لم يعد يتم تسليم مكتبات الصوت على دي في دي ولكن حصريًا عبر التنزيل أو ناقلات البيانات (محرك أقراص فلاش أو قرص ثابت).
مع إصدار أول مكتبة من سلسلة "تزامن" في أبريل 2017 ، أصبحت مكتبة فيينا السمفونية أول مكتبة نموذجية في العالم تقدم مكتبة أدواتها في Auro-3D بالإضافة إلى الاستريو والمحيط.  
أدى الإعداد المميز للميكروفونات المتعددة للسلسلة إلى زيادة كمية البيانات المراد معالجتها ، الأمر الذي تطلب تطوير مشغل برمجيات جديد: تم تجهيز "مشغل التزامن" بمحرك صوتي جديد وخوارزميات مبتكرة لتقديم الأداء اللازم. 

## عينة المكاتبات
مجموعة ادوات فيينا
وسُجلت منتجات سلسلة «ادوات فيينا» في البيئة الجافة نسبيا في المرحلة الصامتة. الاستثناء الوحيد هو "عضو فيينا كونزرتهاوس، الذي تم تسجيله في فيينا كونزرتهاوس الشهير. مع تضمين أكثر من 2.8 مليون عينة، فهي إلى حد بعيد أكبر مجموعة من أصوات الأوركسترا في العالم.  منذ تقديمها في أواخر عام 2005، كانت السلسلة من بين أقوى الآلات الافتراضية في العالم. يوفر خوارزميات أداء ذكية تحت واجهة المستخدم لمكونات VST/AU/AAX سهلة الاستخدام. تسمح كمية العينات المدارة لمنشئي الموسيقى بإعادة إنتاج أي فارق صوتي للآلة الموسيقية أو المجموعة.
وتقدم جميع منتجات سلسلة «أجهزة فيينا» بوصفها مكتبة قياسية وكاملة. تكمن الاختلافات في عدد التعابير المدرجة.
سلسلة التزامن
مع الانتقال إلى سينكرون ستيج فيينا، تم إطلاق سلسلة «تزامن» الجديدة. يتم تسجيل جميع المنتجات في السلسلة بميكروفون متعدد تم إعداده لالتقاط الطابع الصوتي للأدوات الفردية وصوتها المحيط الطبيعي. يتم استخدام ما يصل إلى تسعة ترتيبات ميكروفون منفصلة ومتماسكة تدريجياً: ميكروفونات ذات مسافة متوسطة إلى صغيرة إلى الأداة التي تم أخذ عينات منها وميكروفونات ديكا تري ساوند المحيطة. اعتمادًا على المنتج الذي تم أخذ عينات منه، يتم استخدام ميكروفونات إضافية مثل المكثف أو الشريط أو ميكروفونات غرفة الشريط. جميع إشارات الميكروفون متاحة بشكل منفصل في «مشغل التزامن» المطور خصيصًا.
نظرًا للعديد من مواضع الميكروفون، تدعم منتجات «تزامن» جميع تنسيقات الصوت الممكنة، من الاستريو إلى الصوت المحيط الغامر. مع إصدار أول مكتبة «تزامن»، «قرع التزامن»، في أبريل 2017، كانت مكتبة فيينا السمفونية أول مكتبة نماذج في جميع أنحاء العالم تقدم مكتبة الآلات الخاصة بها في يورو-3D بالإضافة إلى الاستريو والمحيط. 
يتم تقديم جميع منتجات سلسلة «تزامن» كمعيار وكمكتبة كاملة. يحتوي كلا المتغيرين على نفس المفصلات ولكنهما يختلفان في العدد المتاح من مواضع الميكروفون.
أوركسترا الانفجار العظيم
كانت سلسلة «أوركسترا الانفجار العظيم» العرض الأول لمكتبة فيينا السمفونية، حيث كانت المرة الأولى التي يتم فيها تسجيل أوركسترا مرحلة التزامن بأكملها (أو بعض الفرق والجوقة) وهي تعزف معًا («توتتي»). كما تم استخدام الإعداد متعدد الميكروفون، والذي يمثل تحديًا لوجستيًا وصوتيًا في قاعة التسجيل المزدحمة. قامت منتجات «اوركسترا الانفجار العظيم» بتعيين الأبجدية بأكملها بجميع أسماء المنتجات بناءً على الأشياء والظواهر الفلكية.
تم تسجيل آخر مكتبة من السلسلة في ربيع عام 2021 مع غومبولدسكيرشنر سباتزن: من قبل، سُئل مجتمع VSL لأول مرة، وصوتوا لإنتاج جوقة للأطفال في الاستطلاع. مع إصدار "BBO: يمر - جوقة الأطفال "في مايو 2021، اختتمت سلسلة" اوركسترا الانفجار العظيم "، بعد عام ونصف من بدء الإنتاج.
بيانو متزامن
يمثل البيانو مجموعة فرعية منفصلة ضمن سلسلة «التزامن». اعتبارًا من نهاية عام 2022، تم تقديم ثمانية بيانو «تزامن»: بوسندورفر 290 إمبيريا و بلوثنر 1895 و ياماها CFX وستاينواي وأولاده D-274 و بوسندورفر 280VC و Fazioli F308 غرانت بيانو. تم أخذ عينات من بعض آلات البيانو في المرحلة ب، غرفة التسجيل الأصغر في سينكرون ستيج فيينا. كما تم استخدام إعداد متعدد الميكروفون. طورت VSL «روبوت بيانو» فريد لأخذ عينات البيانو. 

## برمجيات
تقدم مكتبة فيينا السمفونية برامج مختلفة لإنتاج الصوت الرقمي. يمكن استخدام بعض هذه مع إضافات الطرف الثالث.